# Emmanuel Jeannerod
Emmanuel Jeannerod (* 2. Oktober 1971) ist ein ehemaliger französischer Bogenbiathlet.
Emmanuel Jeannerod gehörte zu den Pionieren in seiner Sportart bei Weltmeisterschaften. Er nahm erstmals bei der Premiere der WM, 1998 in Cogne, teil und gewann dort an der Seite von Sebastien Gachet und Julien Storti hinter der Vertretung aus Italien und vor Slowenien als Schlussläufer der Staffel die Silbermedaille. Ein Jahr später in Bessans konnte er mit dem Gewinn der Goldmedaille im Einzel vor Daniele Conte und Jurij Dmytrenko seinen größten Erfolg erreichen. Mit Storti und Jerome Guillot-Vignot gewann er zudem als Schlussläufer im Staffelrennen hinter Italien und der Ukraine die Bronzemedaille. Auch 2001 konnte Jeannerod in Kubalonka mit Storti, Hugo Loewert und Sebastien Gardoni hinter Russland und Italien Staffel-Bronze gewinnen, Im Massenstartrennen wurde er Elfter. Bei den Bogenbiathlon-Europameisterschaften 2001 in Pokljuka gewann er mit Storti, Patrice Chapuis und Gardoni den Titel.